# Georges Dandelot
Georges Édouard Dandelot (París, 2 de diciembre de 1895 - Saint-Georges-de-Didonne, 17 de agosto de 1975) fue un músico, compositor y pedagogo francés, creador de una de las más importantes técnicas de aprendizaje para la lectura en diferentes claves musicales.
Recibió sus primeras lecciones de música de parte de sus padres, antes de entrar al Conservatorio de París, donde estudió con Paul Dukas, Vincent d'Indy y otros maestros.
Fue profesor de piano y de armonía y publicó tratados de solfeo, de armonía y numerosas obras pedagógicas de referencia ampliamente utilizadas aun hoy en día para el aprendizaje del solfeo y la rítmica.
Su método de lectura en las claves de sol, fa y do, permite hallar el nombre de todas las notas musicales conociendo sólo algunas de ellas, lo que facilita el aprendizaje.
Compuso también obras orquestales, música de cámara, ballets, óperas y obras para guitarra clásica y a dos pianos.